# Gambler (sång)
"Gambler" är en låt skriven och framförd av den amerikanska popartisten Madonna. Det var den andra singeln från soundtracket till filmen Vision Quest (1985) och släpptes den 3 oktober 1985. Den producerades av John "Jellybean" Benitez på begäran av Madonna. Singeln släpptes aldrig i USA. Musikvideon till låten är ett utdrag från själva filmen.

## Låtlista
- 7"-vinylsingel (Tyskland, Storbritannien, Australien, Nederländerna)[1]

1. "Gambler" – 3:54
2. "Nature of the Beach" (Black 'n Blue) – 3:45

- 12-vinylsingel (Storbritannien, Nederländerna)[2]

1. "Gambler" (Extended Dance Mix) – 5:34
2. "Gambler" (Instrumental Remix) – 3:55
3. "Nature of the Beach" (Black 'n Blue) – 3:45

### Fotnoter
1. ↑  Singelhäfte för "Gambler" av Madonna [Vinyl]. A 6585.
2. ↑  Singelhäfte för "Gambler" av Madonna [Vinyl]. TA 6585.